# 孟仁贄
孟仁贽（928年—971年），字忠美，中國五代十国時代人物，后蜀高祖孟知祥的第七子，孟昶的弟弟。
开始担任左威卫将军同正。广政十三年（950年），封为雅王、检校太傅，二十年（957年），领保宁军节度使。二十四年（961年），检校太尉。北宋攻打后蜀，孟昶派他到开封府上表待罪，宋太祖在广德殿召见他，赐给他袭衣、玉带、鞍勒马，授官云麾将军、检校太傅、右神武统军、兼御史大夫、上柱国、平昌县开国伯，食邑七百户。后来为母亲丁忧，起复后为大同军节度、两京都巡检使。开宝四年（971年）去世，赠太子太傅。